# Lissarca pisum
Lissarca pisum är en musselart som beskrevs av Suter 1913. Lissarca pisum ingår i släktet Lissarca och familjen Philobryidae. Inga underarter finns listade i Catalogue of Life.